# Back to Basics and Beyond
Back to Basics and Beyond es un DVD de la cantante americana Christina Aguilera lanzado por Wal-Mart exclusivamente en el año 2007 sobre la gira Back To Basics World Tour. Incluye un documental del álbum Back to Basics, 2 videos musicales y otras 3 opciones.

## Contenido
1. "Back to Basics": Documental
2. "Ain't No Other Man" (Video)
3. "Ain't No Other Man" (Remix Video)
4. "Hurt" (Video)
5. "Hurt" (MTV Video Music Awards performance)
6. "Behind the Scenes": Album photo shoot

- Datos: Q5716107